# Музей Висбадена
Музей Висбадена (также Висбаденский музей; нем. Museum Wiesbaden) — художественная галерея и природоведческий музей в городе Висбаден (земля Гессен), открытые как три независимые организации в 1825 году; в 1866 году музейные фонды попали под контроль Пруссии и перешли под управление города Висбаден только в 1899; современное здание было заложено по проекту архитектора Теодора Фишера в 1913 году: музейные крылья открывались для посетителей с 1915 по 1920 год; в 1973 году музеи перешли в собственности федеральной земли Гессен; в период с 1994 по 1997 год по проекту кассельского архитектурного бюро «Schultze und Schulze» был проведён капитальный ремонт помещений, в которых размещалась коллекция произведений искусства — охватывавшая период от античности до современного искусства.

## История и описание
Основание трёх музеев в Висбадене восходит к периоду 1814—1815 годов — к инициативе Иоганна Вольфганга фон Гёте, который стремился создать в городе культурные учреждения. В 1825 году он побудил франкфуртского частного коллекционера Иоганна Исаака фон Гернинга (1767—1837) предоставить свои обширные коллекции произведений искусства, предметов старины и минеральную коллекцию герцогству Нассау — при условии выплаты фон Гернингу пожизненной пенсии. Жители Висбадена вскоре основали ассоциации для управления коллекциями; ассоциации, находившиеся под контролем местного правительства, смогли быстро расширить первоначальные собрания.
Существовавшая с 1812 года ассоциация по изучению античности и истории региона «Vereins für Nassauische Altertumskunde und Geschichtsforschung» также способствовала расширению всех трёх музеев. К ней вскоре присоединилась и местная художественная ассоциация. В связи со смертью в 1816 году князя Нассау-Вейльбурга Фридриха Вильгельма, дворец на улице Вильгельмштрассе стал доступен для иных целей: в результате, в отличие от большинства городов региона, помещения для культурных ценностей, собранных гражданами, были найдены на очень ранней стадии развития музеев. Три музея и региональная библиотека смогли переехать во дворец уже в 1821 году — сейчас в нём располагается местная Торгово-промышленная палата (Industrie- und Handelskammer).
Благодаря активной коллекционной деятельности и новым приобретениям, крупное здание дворца стало слишком тёмным уже в середине XIX века. Призывы к строительству нового здания стали появляться всё чаще, но не находили финансовой поддержки. После того, как в 1866 году все три музея попали под прусский контроль, город Висбаден смог принять их под своё управление только в 1899 году — только в конце века местные власти имели достаточно ресурсов для развития культуры в городе. В итоге в 1913 году был заложен фундамент для нового здания с тремя крыльями — на углу улиц Вильгельмштрассе и Рейнштрассе; строительство велось по проекту архитектора Теодора Фишера. Ранее на этом месте стояла вилла банкиров Монс, в которой до 1906 года размещался вокзал Людвигсбанхоф. На дизайн интерьера трёх крыльев единого строения значительное влияние оказали как три директора, так и кураторы коллекций — у разных по типу собраний были существенно различные требования к выставочному пространству.
Первой была открыта картинная галерея — церемония торжественного открытия состоялось уже 1 октября 1915 года. Хотя фактически коллекция по естествознания также смогла переехать в новое здание в 1915 году, она была открыта только после окончания Первой мировой войны: Музей естествознания и Музей древностей Нассау стали доступны для посетителей 15 июля 1920 года. Половина выставочной площади картинной галереи предполагалось использовать для временных выставок, которые проводились местных художественным союзом как в 1920-х, так и в начале 1930-х годов.
Во время Второй мировой войны здание было частично использовано в военных целях; за редким исключением, коллекции пережили войну в целости — однако сами выставки были демонтированы, а большинство витрин были существенно повреждены. Задержка с открытием вызвало и то, что американские оккупационные власти, переехавшие в Висбаден в 1945 году, превратили музейные помещения в свой центральный штаб. В тот период удалось организовать лишь несколько временных выставок ключевых экспонатов.
После возвращения в свои первоначальные помещения в 1950-х годах, обладая весьма ограниченными финансовыми средствами, музеям все же удалось расширять свои фонды: так директор художественного музея сыграл ключевую роль в создании коллекции Алексея Явленского — самой значимой коллекции музея. В итоге, сегодня галерея обладает одной из ключевых в Германии коллекций произведений современного искусства, созданных после 1945 года. Музей естествознания также был значительно перестроен после войны. В 1973 году все три музея перешли во владение земли Гессен — с тех пор их формально объединены в единый Музей Висбадена.

## Награды
- 2007: «Музей года» — Германское отделение, Международная ассоциация искусствоведов (AICA): за «великолепные выставки и осторожную, но последовательную стратегию пополнения музейных фондов»[6].